# سجن العبيد
سجن العبيد أو قصر العبيد كما كان يسمى أيضاٌ، يقع في شمال الهفوف القديمة بجانب قصر إبراهيم الأثري الذي تفصله عن براحة الخيل. حوله خندق من الشمال والغرب ومحيطه بارز عن سور المدينة، وله ستة أبراج. هدم عام 1395 هـ.

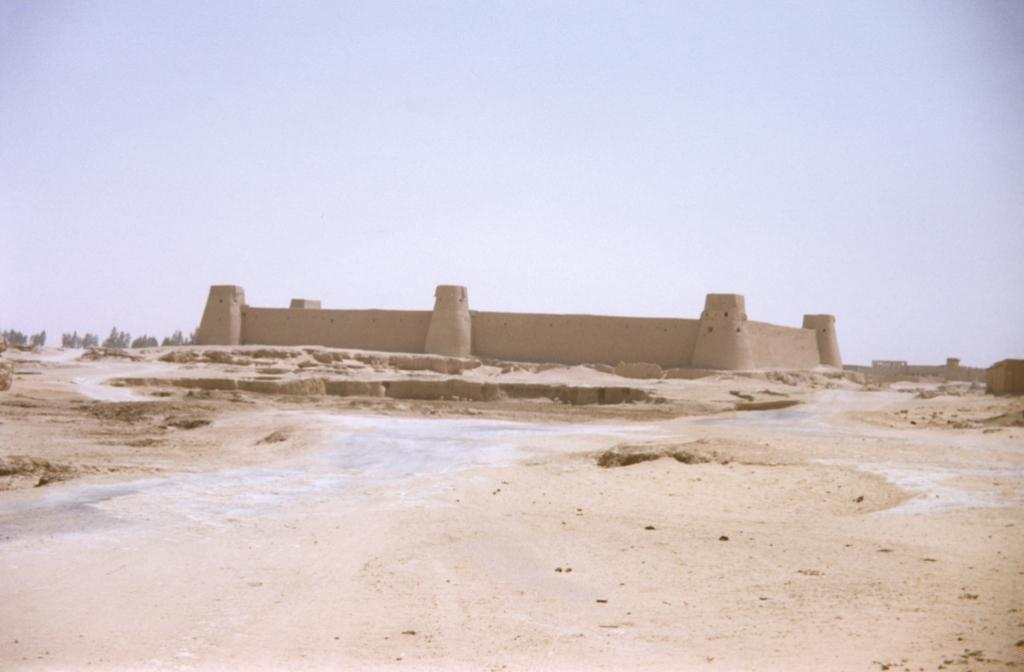
صورة أمامية لواجهة قصر العبيد، الصورة تعود لفترة الخمسينيات.